# 20279 Harel
20279 Harel è un asteroide della fascia principale. Scoperto nel 1998, presenta un'orbita caratterizzata da un semiasse maggiore pari a 2,3020400 UA e da un'eccentricità di 0,0837894, inclinata di 5,57428° rispetto all'eclittica.